# Струмица (река)
Струмица (мкд. Струмица, буг. Струмешница) је река у југоисточном делу Северне Македоније и крајње југозападном делу Бугарске. Струмица је највећа притока реке Струме, која припада Егејском сливу.
Укупна дужина Струмице је 114 km, од тога 81 km припада Северној Македонији, а 33 km Бугарској.

## Особине
Струмица извире на југозападним падинама планине Плачковица, у округу општине Радовиште. Прво тече према југу, кроз велику котлину, где се назива Старом Реком. Затим утиче у котлину града Радовишта, протиче кроз град и скреће према југоистоку, тј. према Струмичком пољу. Ту река протиче и кроз највећи град на свом путу, град Струмицу (која је добила назив по реци). Од Струмице река скреће на исток.
Код граничног прелаза Златарева, на 33 km пре ушћа Струмица утиче у Бугарску, кроз широку кривудаву долину, дотиче град Петрич на северу и на крају се улива са десне стране у реку Струму, северно од насеља Митино. Она је највећа притока Струме.

## Занимљивости
- Струмљани - По реци Струмици назив је понело једно од словенских племена досељених на Балканско полуострво.[тражи се извор]